# Madeleine Akrich
Madeleine Akrich (Boulogne-Billancourt, 4 maart 1959) is een Franse sociologe. Ze leidde van 2003 tot 2013 het Centre de sociologie de l'innovation (CSI) aan de École nationale supérieure des mines de Paris. Samen met Bruno Latour en Michel Callon is ze een van de voornaamste vertegenwoordigers van de actor-netwerktheorie. In 2017 kreeg ze de Nationale Orde van Verdienste.